# Torgöl (Mönsterås socken, Småland)
Torgöl är en sjö i Mönsterås kommun i Småland och ingår i Emån-Alsteråns kustområde. Sjön är 1,7 meter djup, har en yta på 0,018 kvadratkilometer och befinner sig 25 meter över havet.